# César Simón
César Simón nació en Valencia, España el 16 de agosto de 1932, estudió Filosofía y Letras y se doctoró con una tesis sobre Juan Gil Albert. Fue director del Instituto Luis Vives de Benetússer y ejerció como profesor de Teoría de la Literatura en la Universidad de Valencia hasta su fallecimiento por cáncer en 1997. Premio Loewe de Poesía en 1996.

## Obra
La obra de César Simón cronológicamente pertenece a la llamada "generación segunda de posguerra", si bien su poesía coincide con la generación del setenta, década en la que publicó sus primeras obras. Con notables influencias de poetas como Francisco Brines, César Simón presenta un estilo de escritura austero y una mirada profunda a la hora de analizar aquello que trasciende dentro de lo cotidiano. Fue incluido en la publicación Signos en 1989. A pesar de que sus obras posteriores a 1990 son difíciles de encontrar, y sus obras anteriores a este período casi imposibles de hallar, César Simón ha dejado huella en otros poetas valencianos como Carlos Marzal, Antonio Cabrera o Vicente Gallego. 
En su antología de poesía del cincuenta, El 50 del 50, Vicente Gallego resume brevemente sus impresiones en torno a César Simón:
«César Simón dejó formuladas todas las preguntas, y todas eran una, y no hubo más respuesta que el asombro. Luego, se fue más adentro, y allí cantaba el grillo desvelado, con su más nítida voz, con la más honda, esperando por nada, por nadie, y aún enamorado. Dolía leerlo. Y era grande el consuelo.»
Además de poemas, César Simón tiene publicadas dos novelas, Entre un aburrimiento y un amor clandestino y La vida secreta. Esta última novela, que gira en torno a una historia de amor entre un profesor de paleografía y una estudiante, se caracteriza por un estilo extremadamente depurado de prosa poética, donde los objetos y los lugares se describen en función de la resonancia de sus significados y sus valores como símbolos, sin utilizar en ningún momento de la novela ningún diálogo directo.
Recientemente se ha publicado una nueva antología poética a cargo de Vicente Gallego, Una noche en vela.
Fruto de su tesis doctoral sobre César Simón, Begoña Pozo ha publicado el volumen titulado Un aire interior al mundo. Apuntes de un diálogo inacabado con César Simón. Alicante: Instituto Alicantino de Cultura Juan Gil-Albert, 2010.

## Libros publicados
- Pedregal (Gandía: Ayuntamiento de Gandía, 1971). Premio Ausiàs March 1970.
- Erosión (Valencia: Hontanar, 1971)
- Estupor final (Valencia: Lindes, 1977).
- Precisión de una sombra (Madrid: Hiperión, 1984). Recopilación de los libros anteriores e incorporación de la obra que da título al libro.
- Quince fragmentos sobre un único tema: el tema único (Sagunto: Ardeas, 1985).
- Extravío (Madrid: Hiperión, 1991).
- Templo sin dioses (Madrid: Visor, 1996). Premio Loewe.
- El jardín (Madrid: Hiperión, 1997).
- Por aguas de memoria ajena. Antología poética. Ed. de Jenaro Talens (Valencia: Episteme, 1997).
- Palabras en la cumbre. Antología 1971-1997. Prólogo de Claudia Simón (Valencia: Institució Alfons el Magnànim, 2002).
- Una noche en vela. Antología poética. Ed. de Vicente Gallego (Sevilla: Renacimiento, 2006).
- Poesía completa. Ed. y prólogo de Vicente Gallego (Valencia: Pre-Textos, 2016).

Novela, diario y ensayo
- Entre un aburrimiento y un amor clandestino (Valencia: Prometeo, 1979; 2a ed.: Paiporta: Denes, 2010. Prólogo de B. Pozo).
- Siciliana (Valencia: Mestral, 1989).
- La vida secreta (València: Pre-Textos, 1994).
- Perros ahorcados (València: Pre-Textos1997).
- En nombre de nada (València: Pre-Textos,1997).
- Papeles de prensa. Ed. de Miguel Catalán (Valencia: Institució Alfons el Magnànim, 2003).

## Enlaces
- Página de "A media voz" de Simón - Recopilación de algunos de sus poemas
- César Simón, poeta vivo - Artículo en ABC.es
- Reseña de Templo sin Dioses en Visor Poesía
- El mérito de César Simón
- Inolvidable César Simón Artículo de lasprovincias.es
- Catálogo de la Biblioteca Nacional de España
- César Simón en "Artes poéticas" Con textos del autor

- Datos: Q5796412